# Sobaniów
Sobaniów (niem.  Luisenhain) – osada w Polsce, położona w województwie dolnośląskim, w powiecie kłodzkim, w gminie Nowa Ruda.

## Położenie
Sobaniów obecnie jest terytorialnie zintegrowana z Koszynem i położona jest w Sudetach Środkowych, pomiędzy wzniesieniami Czajką od północy i Królik od południa.

## Podział administracyjny
W latach 1975–1998 miejscowość administracyjnie należała do województwa wałbrzyskiego.

## Historia
Sobaniów powstał 1785 roku jako osada Bożkowa. W 1787 roku było tu 7 domów, ich liczba wzrosła w 1825 roku do 13. W 1933 roku miejscowość liczyła 120 mieszkańców. Po 1945 Sobaniów pozostał niewielkim osiedlem, pod koniec XX wieku miejscowość nieco ożywiła się, pojawiły się w niej nowe budynki mieszkalne.

## Zabytki
Przy szosie do Dzikowca wznosi się szyb wentylacyjny kopalni w Nowej Rudzie. Będąca zabytkiem techniki budowlanej, pochodzi z 1910 roku.